# Альберт Лестер Ленінджер
Альберт Лестер Ленінджер (англ. Albert L. Lehninger; *17 лютого 1917 — 4 березня 1986) — американський біохімік, один із засновників біоенергетики. Автор класичного підручника «Основи біохімії».